# بانگ‌مرغ برنیه
بانگ‌مرغ برنیه (نام علمی: Oriolia bernieri) نام یک گونه از تیره وانگا است.